# Lennart Brede

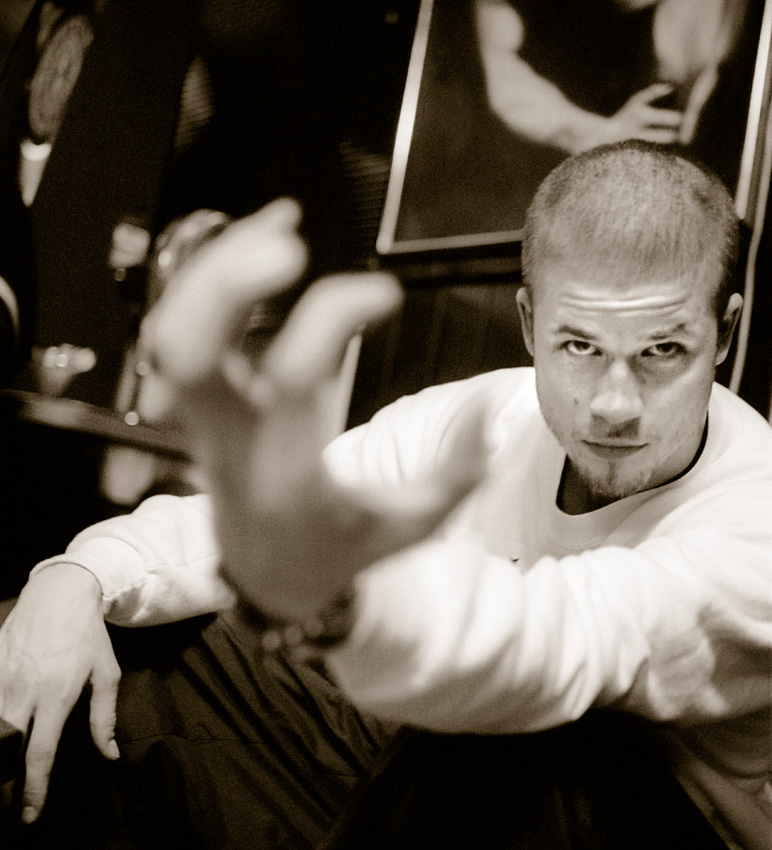
Lenny, 2001

Lennart Brede (* 1975 in Kiel) ist ein deutscher Künstler, Regisseur und Fotograf, sesshaft in Berlin und London. Vor seinem künstlerischen Schaffen im visuellen Bereich veröffentlichte er unter dem Namen Lenny Rapmusik.

## Leben
Brede trat ab 1995 parallel zu seinem Zivildienst auf Chirurgie in der Kölner Hiphopszene in Erscheinung.[1]
Parallel zu dem Debütrelease "Fight Club" schloss er 2003 sein Studium an der BUGH Wuppertal im Fachbereich Design Kommunikationsdesign ab. Dort studierte er im Grundstudium auf Schwerpunkt Fotografie unter Susan Lamer und im Hauptstudium Schwerpunkt Film unter Ursula Wevers. Die wissenschaftlichen Fächer Ästhetik, Kommunikationstheorie, Kunst- und Designgeschichte unter Uwe Lösch und Gerda und Bazon Brock.
Neben seinem Kommunikationsdesign-Studium an der Bergischen Universität Wuppertal, ging er gemeinsam mit Curse, DCS, Tefla & Jaleel, Creutzfeld&Jakob auf Tour. 2000 unterschrieb er einen Plattenvertrag bei Groove Attack, der 2001 auf Put Da Needle To Da Records übertragen wurde. Sein Debütalbum Fight Club erschien aufgrund von Finanzproblemen des Labels erst mit großer Verspätung.[2] Put Da Needle To Da Records meldete Konkurs an und der Distributiondeal mit Def Jam Germany platzte. Das Album erschien mit einer Bonus-DVD, auf der von Brede zu jedem Song ein Video produziert wurde. Später brachte Brede im Eigenverlag unter dem Label Mutant Musik zwei Alben heraus.
Brede arbeitete zunehmend als Videoclipregisseur (u. a. für D-Flame, Gentleman, Thomas D, aber auch die Punkband Massendefekt) und drehte Werbespots für Nike, Coca Cola Zero und Alte Leipziger.
2007 ging Brede nach Berlin und vertiefte seine Arbeit als Regisseur und Fotograf. Es folgten Auftragsarbeiten für u. a. Nike, Adidas, Universal Music, L’Oréal, International Federation Red Cross, Ferrari.
Auf dem Kunstsektor begann Brede noch im Studium 1999 mit einer Gruppenausstellung im NRW Forum Düsseldorf unter der Schirmherrschaft von Peter Lindbergh. 2000 folgte eine weitere Gruppenausstellung in Köln unter der Schirmherrschaft von Sara Moon. In Berlin folgten Ausstellungen in der Schau Fenster Galerie, The Haus, 8Room Galerie. Gefolgt von seiner Soloshow "Because you want to be loved" 2021 in Neapel in der Galleria Contemporanea Luigi Solito.
Im Bereich Film wurde im Jahre 2010 sein Video "La Mezcla" Rmx für Paul Kalkbrenner veröffentlicht, begleitet von der Ausstellung "Face it" in der ATM Galerie. 2012 folgte die Kunstdokumentation "Draw or die" unter Kuration von Marco Djurdjevic im Museum Europäischer Kulturen in Berlin und "Make them think" beim Skepto International Filmfestival. 2016 lief der Kurzfilm "Kokosnuss" auf dem Berlin Independent Film Festival (BIFF) in der Official Selection. Das Musikvideo "Space Cowboy" beim 62. International Short Film Festival Oberhausen auf der Shortlist, sowie beim Asiana International Short Film Festival (AISFF) in Seoul.
Brede's Fashionfilm "Triptych Noir" wurde ebenfalls 2016 bei SHOWStudio von Nick Knight prämiert sowie beim BfFF Berlin Fashion Film Festival.
2018 feierte die Feature Documentary „FINDING THE BEAUTY“ die Weltpremiere beim 52. Hof International Film Festival und wurde für den „Granit“ Award nominiert. Der Cast setzte sich zusammen aus Flake Lorenz, Jaybo Monk, Augustin Teboul, Ralf Schmerberg, Walter Schreifels, Ryan Mendoza, Ryan Sikorski, Amir Kassaei, Jon Kamen, Ebon Heath, Richard Coll. Der Score wurde von Rudolf Moser (Einstürzende Neubauten) komponiert. Weitere Musikstücke des Soundtracks wurden beigesteuert von Gorilla Biscuit, Walter Schreifels, Bazzazian, Santé, Figub Brazlevič, Max Herre, Crada, Talib Kweli.

## Trivia
- Bei Lennys letzten drei Alben trat Ralf Richter als Gast auf
- Bei Die Model-WG wirkte Brede als Juror mit

## Werke
- Diskografie (Auswahl)
  - Hier (1998)
  - Fightclub (2003)[3]
  - Boss Musik Mix Tape (2004)
  - Homies & Huren (2005)
  - Große Zukunft (2005)
  - Goldene Zeiten Inspired by Soundtrack (2006)  Filmografie (Auswahl)
  - Juanita (Kurzfilm, 2001)
  - Hoffnungsträger     (Dokumentarfilm, 2003)
  - La Mezcla (Paul Kalkbrenner RMX) (Musikvideo, 2010)
  - Draw or die (Dokumentarfilm, 2010)
  - Socrates Child (Fashionfilm, 2012)
  - Make them think (Dokumentarfilm, 2013)
  - Space Cowboy (Musikvideo, 2015)
  - Kokosnuss (Kurzfilm, 2016)
  - Triptych Noir (Kunstfilm, 2016)
  - Togetherness (Tanzfilm, 2016)
  - Joey's Day Off (Kurzfilm, 2017)
  - Finding the Beauty (Dokumentarfilm, 2018)
  - ZDF Neo Heros (Comedydokumentation, 2019)
  - Don't do it (Kunstfilm, 2020)
  - No, But Yes (Fashionfilm, 2021)